# مونتسكيو

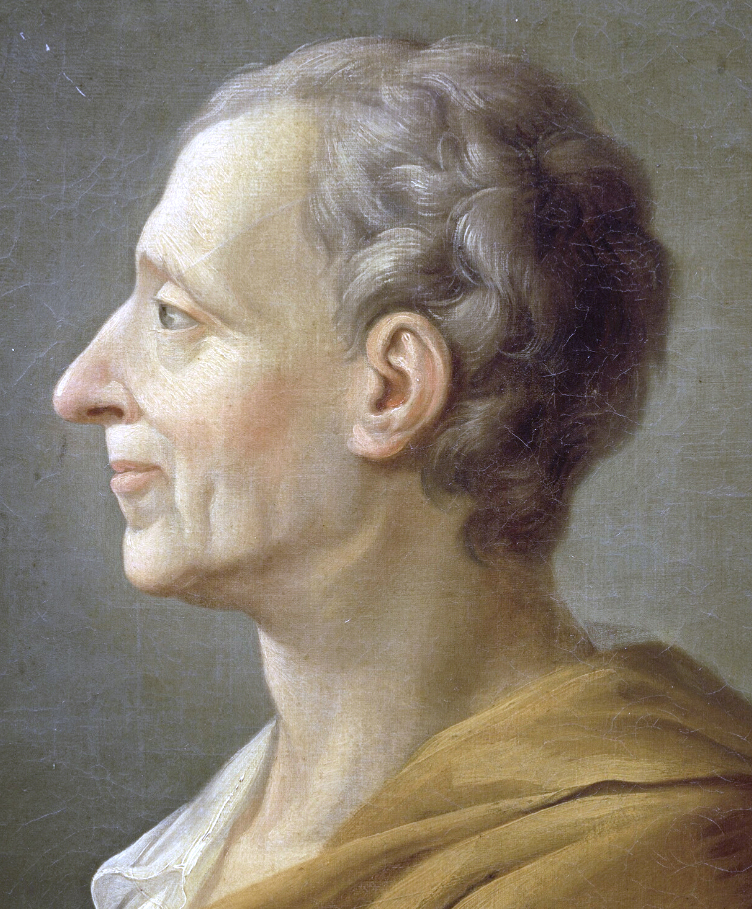
شارل مونتيسكيو

شارل لوي دي سيكوندا (بالفرنسية: Charles Louis de Secondat) المعروف باسم مونتيسكيو (بالفرنسية: Montesquieu) ؛ (18 يناير 1689 - 10 فبراير 1755)، هو قاض ورجل أدب وفيلسوف سياسي فرنسي.
هو صاحب نظرية فصل السلطات الذي تعتمده حالية العديد من الدساتير عبر العالم.
في عام 1748، نشر كتابا عنوانه روح القوانين ولكن بدون الإعلان عن اسمه كاتبا لهذا الكتاب. استقبل هذا الكتاب جيدا في كل من بريطانيا والولايات المتحدة، حيث أثر في الآباء المؤسسين للولايات المتحدة أثناء كتابتهم للدستور الأمريكي وهو من أَشهر فلاسفة عصر التنوير والحداثة.

## سيرته
ولد مونتسكيو في قصر «شاتو دو لا بريد» جنوب غرب فرنسا على بعد 25 كيلومترًا جنوب بوردو. كان والده، جاك دي ريند (1654-1713)، جنديًا من أصل نبيل عريق، وأحد أحفاد ريتشارد دي لابول من أسرة يورك المطالب بالتاج الملكي البريطاني. أما والدته، ماري فرانسواز دي بيسنل (1665-1696)، التي توفيت عندما كان تشارلز في السابعة من عمره، فقد كانت وريثة حملت لقب «بارونة لا بريد» لعائلة سيكوندانت. أرسل بعد وفاة أمه إلى الكلية الكاثوليكية في جويلي، وهي مدرسة شهيرة لأبناء النبلاء الفرنسيين، حيث بقي فيها بين عامي 1700 و1711. توفي والده سنة 1713 وصار تحت وصاية عمه بارون مونتسكيو. أصبح مستشارًا في برلمان بوردو في عام 1714. في السنة التالية، تزوج من البروتستانتية جين دي لارتيغ، التي أنجبت له ثلاثة أبناء. توفي البارون في عام 1716 تاركًا ثروته ولقبه ومنصبه في برلمان بوردو، وهو منصب كان سيشغله لمدة اثنتي عشرة سنة.
كانت الحياة خلال فترة نشوء مونتسكيو تمر بقدر كبير من التغيير الحكومي. أعلنت إنجلترا عن نفسها نظامًا ملكيًا دستوريًا الثورة المجيدة (1688-1689)، وضمت اسكتلندا في قانون الاتحاد مع اسكتلندا لعام 1706 لتشكيل المملكة البريطانية العظمى. في فرنسا، مات لويس الرابع عشر الذي حكم فرنسا فترة طويلة في سنة 1715 وخلفه لويس الخامس عشر البالغ من العمر خمس سنوات. كان لتلك التحولات الوطنية تأثير عظيم على مونتسكيو وأشار إليهم تكرارًا في أعماله.
انسحب مونتسكيو من ممارسة مهنة المحاماة ليكرس نفسه للدراسة والكتابة. حقق نجاحًا أدبيًا روايته الرسائلية «رسائل فارسية» سنة 1721، وهي هجاء يمثل المجتمع كما يرى من خلال أعين اثنين من الزوار الفارسيين الخياليين إلى باريس وأوروبا، وينتقد باقتدار سخافات المجتمع الفرنسي المعاصر. مر العمل بأربع طبعات في غضون سنة، ولكن الرواج الذي لقيه العمل سرعان ما انقضى. في سنة 1722، ذهب إلى باريس ودخل دوائر النشر الملكية بمساعدة دوق بيرويك  الذي كان يعرفه عندما كان بيرويك حاكمًا عسكريًا في بوردو. تعرف على السياسي الإنجليزي فيسكونت بولينجبروك، الذي أدرجت آراؤه السياسية في وقت لاحق في تحليل مونتسكيو للدستور الإنجليزي. إلا أنه أعفي من عضويته في الأكاديمية الفرنسية نظرًا لعدم سكنه في فرنسا، وفي عام 1726 باع مكتبه بسبب استيائه نظرًا لكون من هم أدنى منه فكريًا صاروا أعلى شأنًا منه وحصدوا ثروات طائلة، الأمر الذي ساهم في إعادة تشكيل ثروته المتضائلة. في آخر الأمر قدم بعض التنازلات، بما فيها الإقامة في باريس، وقبل في الأكاديمية في يناير سنة 1728.
في أبريل سنة 1728، بدأ مونتسكيو جولة كبيرة في أوروبا برفقة لورد والدغريف، ابن أخ بيرويك، دون خلالها يوميات رحلته. شملت سفرياته النمسا والمجر وقضى سنة في إيطاليا. زار إنجلترا في نهاية شهر أكتوبر سنة 1729 برفقة اللورد تشيسترفيلد، حيث أصبح ماسونيًا، متقدمًا إلى منظمة «هورن تافيرن لودج» في ويستمنستر. بقي في إنجلترا حتى ربيع سنة 1731 عندما على إلى لا بريد. كان يبدو للناظر إليه كأنه سيد إقطاعي، إذ أجرى تعديلات على حديقته على النمط الإنجليزي، وأجرى تحقيقًا حول نسبه، وأكّد على حقوقه السيادية. إلا أنه كان منكبًا على العمل في مكتبه، وأصبحت تأملاته في الجغرافيا والقوانين والأعراف التي جمعها خلال أسفاره، المصادر الأساسية لأعماله الكبرى في الفلسفة السياسية وقتئذ. كان عمله التالي «نظرات في أسباب عظمة الرومان وسقوطهم» سنة 1734 الأكثر شهرة بين كتبه الثلاث. يعتبر بعض المفكرين هذا الكتاب انتقالًا من «رسائل فارسية» إلى كتابه الرئيسي «روح القوانين»، الذي نشر في الأصل دون ذكر اسمه عام 1748 وترجم إلى اللغة الإنكليزية عام 1750. سرعان ما ارتقى الكتاب إلى مستوى التأثير العميق على الفكر السياسي في كل من أوروبا وأميركا. لم يلق الكتاب إقبالًا حسنًا في فرنسًا سواء من معارضي أو داعمي النظام الحاكم. حظرت الكنيسة الكاثوليكية الكتاب، إلى جانب كثير من أعمال مونتسكيو الأخرى، في سنة 1751 وأدرجته في دليل الكتب المحرمة. حظي العمل بقدر كبير من الثناء في بقية أنحاء أوروبا، خصوصًا بريطانيا.
اعتبر مونتسكيو في المستعمرات البريطانية في أميركا الشمالية بطلًا للحرية (رغم أنه لم يكن نصيرًا للاستقلال الأميركي). وفقًا لأحد الباحثين السياسيين، كان مونتسكيو أكثر المواجع التي اقتبس منها في المجالين الحكومي والسياسي في أمريكا البريطانية الاستعمارية قبل الثورية، إذ اقتبس الآباء المؤسسون منه أكثر من أي مرجع آخر عدا الإنجيل. في أعقاب الثورة الأمريكية، ظل مونتسكيو يشكل تأثيرًا قويًا على العديد من الآباء المؤسسين الأمريكيين، وأبرزهم جيمس ماديسون من فيرجينيا، المعروف بلقب «أب الدستور». فلسفة مونتسكيو التي تقول إنه «ينبغي للحكومة أن تشكل بحيث لا تعود هناك حاجة لإنسان أن يخاف من الآخر» أحاطت ماديسون وغيره علمًا بأن إرساء أساس حر ومستقر لحكومتهم الوطنية الجديدة يتطلب فصلًا متوازنًا واضح المعالم بين السلطات.
عانى مونتسكيو من ضعف البصر، وكان أعمى تمامًا قبيل وفاته. زار باريس في نهاية عام 1754 بهدف إنهاء عقد إيجاره هناك والتقاعد والعودة إلى لا بريد. إلا أنه سرعان ما أصيب بالمرض وتوفي نتيجة حمى شديدة في العاشر من فبراير سنة 1755. دفن في كنيسة سان سولبيس في باريس، وطمست الثورة بعدها كل ما بقي من رفاته.

## نظرية المناخ الجوي

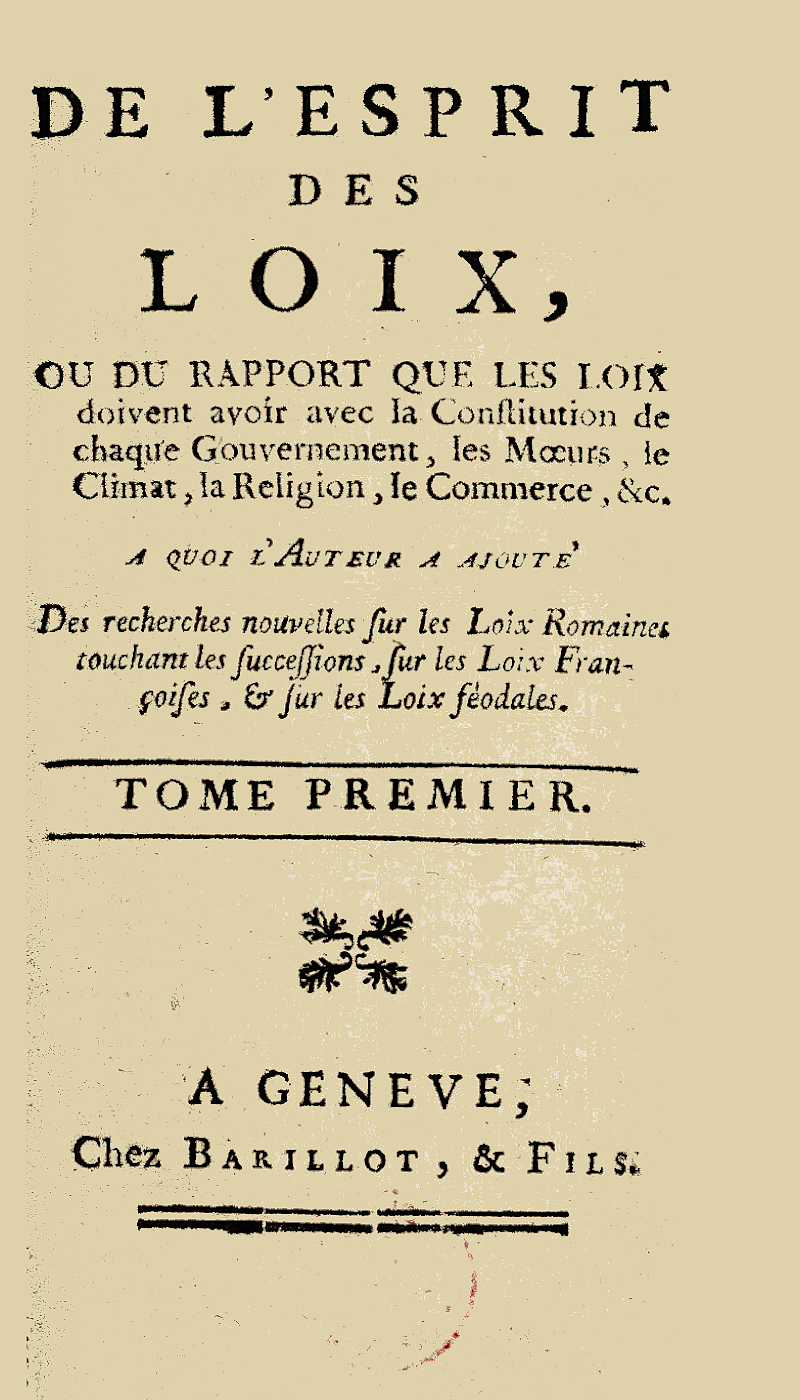
مونتسكيو (1689-1755)

مثال آخر لفكر مونتسكيو الأنثروبولوجي (المختص بدراسة الإنسان)، الذي يرد في «روح القوانين» والمشار إليه في «رسائل فارسية»، هو نظرية المناخ الجوي، التي تقول إن المناخ يمكن أن يحدث تأثيرًا كبيرًا في طبيعة الإنسان ومجتمعه. من خلال التأكيد على التأثيرات البيئية كحالة مادية للحياة، أوعز مونتسكيو الاهتمام الأنثروبولوجي الحديث بتأثير الظروف المادية، مثل مصادر الطاقة المتاحة، ونظم الإنتاج، والتقنيات، على نمو الأنظمة الاجتماعية الثقافية المعقدة.
يذهب مونتسكيو للتأكيد على أن مناخات معينة أفضل من غيرها، وأن المناخ المعتدل في فرنسا مثالي. يرى أن الناس الذين يعيشون في البلدان الدافئة جدًا هم «انفعاليون جدًا»، في حين أن الذين يعيشون في بلدان الشمال هم «باردو الأعصاب». على هذا فإن مناخ أوروبا الوسطى مثالي. ربما تأثر مونتسكيو بفكرة مماثلة وردت في «تاريخ هيرودوتس»، حيث يميز بين المناخ المعتدل «المثالي» في اليونان مقابل مناخ سكيثيا البارد بصورة مفرطة ومناخ مصر الحار بصورة مفرطة. كان هذا الاعتقاد بتأثير المناخ شائعًا في ذلك الوقت، ويمكن إيجاده أيضًا في الكتابات الطبية التي تعود لنفس فترة كتابة «تاريخ هيرودوتس»، بما فيها «عن الرياح، والمياه، والأماكن» ضمن وثائق كوربوس أبقراط. يمكن العثور على فكرة مماثلة في كتاب «جرمانيا» لتاسيتوس، الذي كان أحد كتّاب مونتسكيو المفضلين.
في كتابه «الاقتصاد الفيزيولوجي»، يؤيد فيليب إم. باركر نظرية مونتسكيو طارحًا فكرة أن قدرًا كبيرًا من التباين الاقتصادي بين البلدان يرجع إلى التأثير الفيزيولوجي المترتب على اختلاف المناخات.
من وجهة نظر علم الاجتماع، لمح لويس ألثوسر، في تحليله لفكرة مونتسكيو الثورية، إلى الطابع الإبداعي الذي يميز شمول علم الإنسان (الأنثروبولوجيا) لعوامل مادية، مثل المناخ، في تفسير الديناميات الاجتماعية والأشكال السياسية. من الأمثلة على بعض ما أفضت العوامل المناخية والجغرافية بدورها إلى نشوئه كانت نظم اجتماعية متزايدة التعقيد، مثل الزراعة وتربية النباتات والحيوانات البرية.

## مؤلفاته
عام 1716 كانت له تأملات في أسباب عظمة الرومان وانحطاطهم.
عام 1721 نشر كتابه الساخر «رسائل فارسية» وفيه انتقد المجتمع وأنظمة الحكم في أوروبا في ذلك الحين. جلب له الكتاب شهرة واسعة وكان سببا في قبوله للأكاديمية الفرنسية للعلوم.
عام 1734 نشر كتابا تحت عنوان «الملكية العالمية» قام بتقسيم الشعوب إلى شمالية وجنوبية وادعى أن الفرق في المناخ هو السبب الأساسي للاختلاف بين شعوب الشمال وشعوب الجنوب.
عام 1748 نشر مونتيسكيو أهم كتبه «روح القوانين» في جنيف في 31 جزءا وأضحى من أبرز المراجع في العلوم السياسية.

## أفكاره
في كتابه روح القوانين شرح الفرق بين ثلاثة أنواع من أنظمة الحكم:
- الملكية: يرث الحاكم فيه السلطة.
- الديكتاتورية: يحكم الحاكم فيه وحده دون حدود قانونية ويثبّت حكمه بواسطة إرهاب المدنيين.
- الجمهورية: نظام يحكم فيه الشعب أو ممثلوه.

يرى مونتيسكيو أن نظام الحكم الأمثل هو النظام الجمهوري. وقد ادعى أن على كل نظام حكم أن يصبو إلى ضمان حرية الإنسان ومن أجل ذلك يجب الفصل بين السلطات والحفاظ على توازن بينها:
- السلطة التنفيذية.
- السلطة التشريعية.
- السلطة القضائية.

حصلت نظرية مونتسكيو على العديد من المؤيدين في أوروبا وأثرت مبادئها على دستور الولايات المتحدة الأمريكية، إعلان حقوق الإنسان والمواطن وعلى دساتير العديد من الأنظمة الديموقراطية في عصرنا. مع ذلك فقد كان مونتيسكيو يعتقد بعدم جواز الانتقال بين طبقات المجتمع المختلفة ولم ير أنّ عامة الشعب مستحقين أن يحكموا.

## وصلات خارجية
- مونتسكيو على موقع الموسوعة البريطانية (الإنجليزية)
- مونتسكيو على موقع إن إن دي بي (الإنجليزية)
- مونتسكيو على موقع ديسكوغز (الإنجليزية)
- قاموس مونتسكيو الإلكتروني (بالفرنسية)